# Sumba (îles Féroé)
 (septembre 2012).
Si vous disposez d'ouvrages ou d'articles de référence ou si vous connaissez des sites web de qualité traitant du thème abordé ici, merci de compléter l'article en donnant les références utiles à sa vérifiabilité et en les liant à la section « Notes et références ».
Sumba est une commune des Îles Féroé situé au sud de l'île de Suðuroy. En 2008, sa population était de 353 habitants.

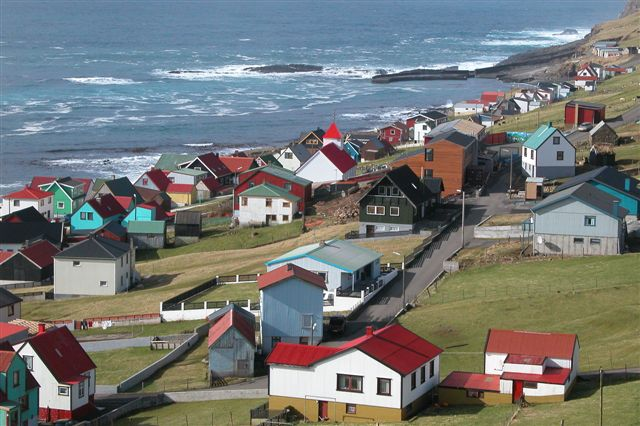